# Ichneumon ogumae
Ichneumon ogumae là một loài tò vò trong họ Ichneumonidae.